# Walieldin Khedr
Walieldin Khedr Safour Daiyeen, noto semplicemente come Walieldin Khedr (15 settembre 1995), è un calciatore sudanese, centrocampista dell'Al-Hilal Omdurman e della nazionale sudanese.

## Carriera

### Club
Ha giocato nella prima divisione sudanese.

### Nazionale
Debutta con la nazionale sudanese il 2 settembre 2016 in occasione dell'amichevole persa 2-1 contro il Gabon.
Nel gennaio 2022 viene incluso nella lista finale dei convocati della Coppa delle nazioni africane 2021. Nella competizione segna il suo primo gol con la nazionale, su calcio di rigore contro la Nigeria, partita persa 1-3.

## Statistiche
Statistiche aggiornate al 4 gennaio 2022.

### Cronologia presenze e reti in nazionale
| Cronologia completa delle presenze e delle reti in nazionale ― Sudan | Cronologia completa delle presenze e delle reti in nazionale ― Sudan | Cronologia completa delle presenze e delle reti in nazionale ― Sudan | Cronologia completa delle presenze e delle reti in nazionale ― Sudan | Cronologia completa delle presenze e delle reti in nazionale ― Sudan | Cronologia completa delle presenze e delle reti in nazionale ― Sudan | Cronologia completa delle presenze e delle reti in nazionale ― Sudan | Cronologia completa delle presenze e delle reti in nazionale ― Sudan |
| Data                                                                 | Città                                                                | In casa                                                              | Risultato                                                            | Ospiti                                                               | Competizione                                                         | Reti                                                                 | Note                                                                 |
| -------------------------------------------------------------------- | -------------------------------------------------------------------- | -------------------------------------------------------------------- | -------------------------------------------------------------------- | -------------------------------------------------------------------- | -------------------------------------------------------------------- | -------------------------------------------------------------------- | -------------------------------------------------------------------- |
| 2-9-2016                                                             | Khartum                                                              | Sudan                                                                | 1 – 2                                                                | Gabon                                                                | Amichevole                                                           | -                                                                    |                                                                      |
| 23-7-2017                                                            | Bujumbura                                                            | Burundi                                                              | 0 – 0                                                                | Sudan                                                                | Qual. CHAN 2018                                                      | -                                                                    | 74’                                                                  |
| 29-7-2017                                                            | Al-Ubayyid                                                           | Sudan                                                                | 1 – 0                                                                | Burundi                                                              | Qual. CHAN 2018                                                      | -                                                                    | 89’                                                                  |
| 7-8-2017                                                             | Kigali                                                               | Ruanda                                                               | 2 – 1                                                                | Sudan                                                                | Amichevole                                                           | -                                                                    | 59’                                                                  |
| 13-8-2017                                                            | Auasa                                                                | Etiopia                                                              | 1 – 1                                                                | Sudan                                                                | Qual. CHAN 2018                                                      | -                                                                    |                                                                      |
| 19-8-2017                                                            | Al-Ubayyid                                                           | Sudan                                                                | 1 – 0                                                                | Etiopia                                                              | Qual. CHAN 2018                                                      | -                                                                    |                                                                      |
| 18-11-2018                                                           | Antananarivo                                                         | Madagascar                                                           | 1 – 3                                                                | Sudan                                                                | Qual. Coppa d'Africa 2019                                            | -                                                                    |                                                                      |
| 25-9-2020                                                            | N'Djamena                                                            | Ciad                                                                 | 0 – 2                                                                | Sudan                                                                | Amichevole                                                           | -                                                                    | Uscita                                                               |
| 24-3-2021                                                            | São Tomé                                                             | São Tomé e Príncipe                                                  | 0 – 2                                                                | Sudan                                                                | Qual. Coppa d'Africa 2021                                            | -                                                                    |                                                                      |
| 28-3-2021                                                            | Omdurman                                                             | Sudan                                                                | 2 – 0                                                                | Sudafrica                                                            | Qual. Coppa d'Africa 2021                                            | -                                                                    | 79’ 80’                                                              |
| 11-6-2021                                                            | Omdurman                                                             | Sudan                                                                | 3 – 2                                                                | Zambia                                                               | Amichevole                                                           | -                                                                    | 46’                                                                  |
| 13-6-2021                                                            | Omdurman                                                             | Sudan                                                                | 0 – 1                                                                | Zambia                                                               | Amichevole                                                           | -                                                                    | 48’                                                                  |
| 6-10-2021                                                            | Marrakech                                                            | Sudan                                                                | 1 – 1                                                                | Guinea                                                               | Qual. Mondiali 2022                                                  | -                                                                    | 73’                                                                  |
| 9-10-2021                                                            | Agadir                                                               | Guinea                                                               | 2 – 2                                                                | Sudan                                                                | Qual. Mondiali 2022                                                  | -                                                                    | 76’                                                                  |
| 12-11-2021                                                           | Rabat                                                                | Sudan                                                                | 0 – 3                                                                | Marocco                                                              | Qual. Mondiali 2022                                                  | -                                                                    |                                                                      |
| 15-11-2021                                                           | Marrakech                                                            | Guinea-Bissau                                                        | 0 – 0                                                                | Sudan                                                                | Qual. Mondiali 2022                                                  | -                                                                    | 46’                                                                  |
| 1-12-2021                                                            | Ar Rayyan                                                            | Algeria                                                              | 4 – 0                                                                | Sudan                                                                | Coppa araba FIFA 2021 1º turno                                       | -                                                                    | 63’                                                                  |
| 4-12-2021                                                            | Ras Abu Aboud                                                        | Sudan                                                                | 0 – 5                                                                | Egitto                                                               | Coppa araba FIFA 2021 1º turno                                       | -                                                                    | 83’                                                                  |
| 7-12-2021                                                            | Ar Rayyan                                                            | Libano                                                               | 1 – 0                                                                | Sudan                                                                | Coppa araba FIFA 2021 1º turno                                       | -                                                                    | 46’                                                                  |
| 30-12-2021                                                           | Limbé                                                                | Etiopia                                                              | 3 – 2                                                                | Sudan                                                                | Amichevole                                                           | -                                                                    |                                                                      |
| 2-1-2022                                                             | Yaoundé                                                              | Zimbabwe                                                             | 0 – 0                                                                | Sudan                                                                | Amichevole                                                           | -                                                                    | 68’                                                                  |
| Totale                                                               |                                                                      | Presenze                                                             | 21                                                                   |                                                                      | Reti                                                                 | 0                                                                    |                                                                      |

## Palmarès

### Club

#### Competizioni nazionali
- Campionato sudanese: 1

Al-Hilal Omdurman: 2015-2016
- Coppa del Sudan: 1

Al-Hilal Omdurman: 2015-2016